# Левашовский хлебозавод
Левашовский хлебозавод — предприятие хлебобулочной промышленности на Петроградской стороне в Санкт-Петербурге (Барочная улица, 4а), существовавшее в период с 1930-х до начала 2010-х годов. Основной корпус выполнен в цилиндрической форме, воплощающей выбранную кольцевую технологию хлебопечения инженера Георгия Марсакова. Участие в проектировании здания также приписывалось архитектору Александру Никольскому, который использовал круглые формы в своих проектах бань.
До постройки хлебозавода на участке, ограниченном Левашовским проспектом, улицами Барочная и Большая Зеленина, в XVIII — начале XIX века располагался зелейный (то есть пороховой) завод, позднее в XIX — начале XX века там располагались здания лесной биржи братьев Николая и Фёдора Колобовых. В начале 1930-х этот участок был передан под строительство хлебозавода-автомата № 2 по типовому архитектурному решению для кольцевой технологии — одного из 4 запланированных в Ленинграде (построены были всего два: Левашовский и Кушелевский). Предприятие, рассчитанное на выпуск около 290 тонн белого хлеба в сутки, начало работу к осени 1933 года.
Объёмно-пространственное решение здания хлебозавода сформировали встроенные друг в друга круглые в плане производственный корпус и котельная, поддерживаемые вертикалями двух лестничных клеток и кирпичной трубы и горизонталью двухэтажного административного корпуса. Динамичное сочетание различных объёмов и использование витражного вертикального и горизонтального остекления обеспечили архитектурную выразительность здания.
В годы Великой Отечественной войны и непосредственно блокады Ленинграда завод продолжал работать. В 1941—1942 годах производство было переориентировано с выпуска подового хлеба на формовой хлеб и сухари. Из-за отключения водоснабжения в зимнее время был установлен насос, к заводу был протянут трубопровод от Невы. На случай отключения электричества — смонтированы ручные приводы на печах и расстойках всех колец автоматизированной линии.
В 1960-х — 2000-х годах территория завода уплотнялась постройками производственного назначения, которые искажали его изначальный архитектурный облик. В послевоенные годы и вплоть до 1990-х техническое оснащение завода обновлялось, и сохранились лишь единицы аутентичного хлебопекарного оборудования периода 1930-х — 1940-х годов. В 1987 и 1994 годах завод прошёл два капитальных ремонта. По состоянию на конец 2000-х годов объёмно-пространственная композиция завода и конструктивная схема сохранились, но отделка внутренних помещений была почти полностью утрачена.
В начале 1990-х годов предприятие приватизировано, позднее перешло под контроль компании «Дарница». В 1996 году начата кардинальная перестройка предприятия, активные строительные работы продолжались вплоть до начала 2010-х годов. К началу 2010-х годов хлебопекарное производство было переведено на другие площадки (в основном — в Пушкин), на территории хлебозавода появились многочисленные непрофильные арендаторы. В 2012 году основной корпус завода как образец советского промышленного конструктивизма был признан объектом культурного наследия регионального значения, и в том же году завод был окончательно закрыт.
В 2015 году был демонтирован находившийся на территории завода памятник Ленину (1935, скульптор Пинчук). В 2016 году основной корпус площадью 4 тыс. м² и участок площадью 2 га году приобрела строительная компания RBI с целью застройки территории жильём и создания культурно-досугового центра в реконструированном здании хлебозавода. Большинство вспомогательных корпусов завода снесены в конце 2010-х годов; основной корпус сохранён, обшит утеплителем и поверх него оштукатурен.
В 2023 году на территории заработал культурно-деловой центр с лекторием, выставочной площадкой, учебными классами, часть помещений занял головной офис RBI. 6 июня 2023 состоялась официальная церемония открытия. 10 июня 2023 года культурный центр заработал для посетителей.